# يانغجيانغ
يانغجيانغ (بالصينية: 阳江市) هي مدينة من مدن الصين. يبلغ عدد سكانها 2421748 نسمة حسب إحصائيات سنة 2010. يبلغ ارتفاع المدينة عن سطح البحر قرابة 4 متر. تبلغ مساحتها 7955.27 كم².

## وصلات خارجية
- الموقع الرسمي